# Hans Bartel (Politiker, 1886)
Hans Bartel (* 22. Januar 1886 in Hermsdorf, Österreich-Ungarn; † 4. Juni 1956 in Dinkelsbühl) war ein deutsch-tschechoslowakischer Politiker (DCSVP, CSU).

## Leben
Bartel besuchte die Bürgerschule und die Hochschule für Versicherungswissenschaft und arbeitete als Versicherungsinspektor in Mährisch-Schönberg. Nach 1918 kam er wegen seiner Beteiligung am Widerstand der deutschsprachigen Bevölkerung gegen die Einverleibung des Sudetenlandes in die Tschechoslowakei für 6 Wochen in Untersuchungshaft. Er wurde 1919 Mitglied und Parteifunktionär der Deutschen Christlich-Sozialen Volkspartei (DCSVP) und ab 1920 Mitglied des Parteivorstands. Von 1925 bis 1929 gehörte er dem Abgeordnetenhaus der Tschechoslowakei für die DCSVP an. Bartel war Stadtrat und zeitweise Vizebürgermeister in Mährisch-Schönberg und Landrat.
1938 wurde er Mitglied der Sudetendeutschen Partei. Sein Aufnahmeantrag in die NSDAP wurde 1939 vom Parteigericht der NSDAP abgelehnt.
Nach dem Zweiten Weltkrieg kam er als Heimatvertriebener nach Dinkelsbühl und wurde dort Leiter des Flüchtlingsamtes. Politisch schloss er sich der CSU an, für die er bei der Bundestagswahl 1949 erfolglos im Wahlkreis Nürnberg – Fürth kandidierte. Er wurde Mitglied des Kreistags.